# Bruder Klaus (Biel)

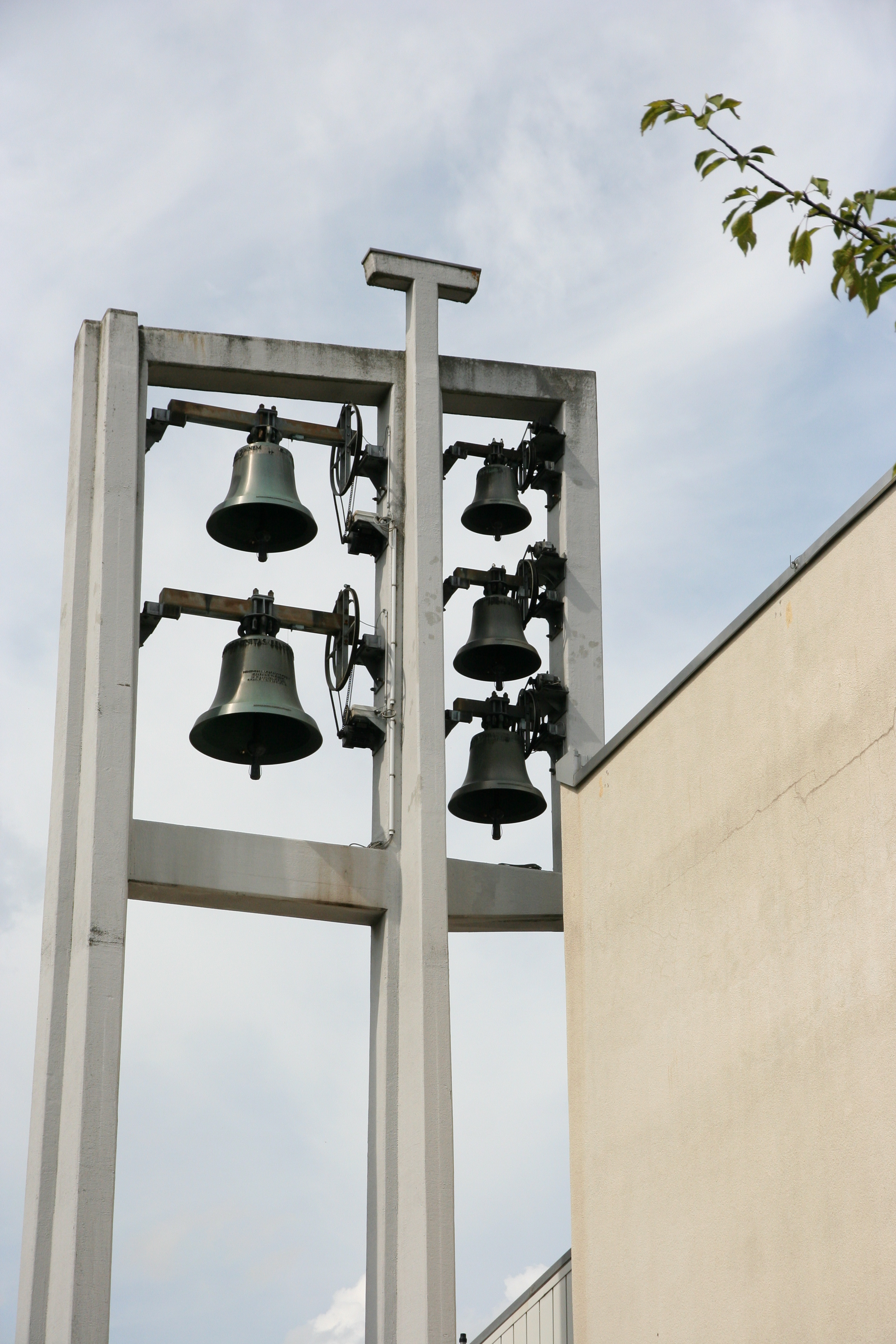
Kirche Bruder Klaus Biel, Glockenträger

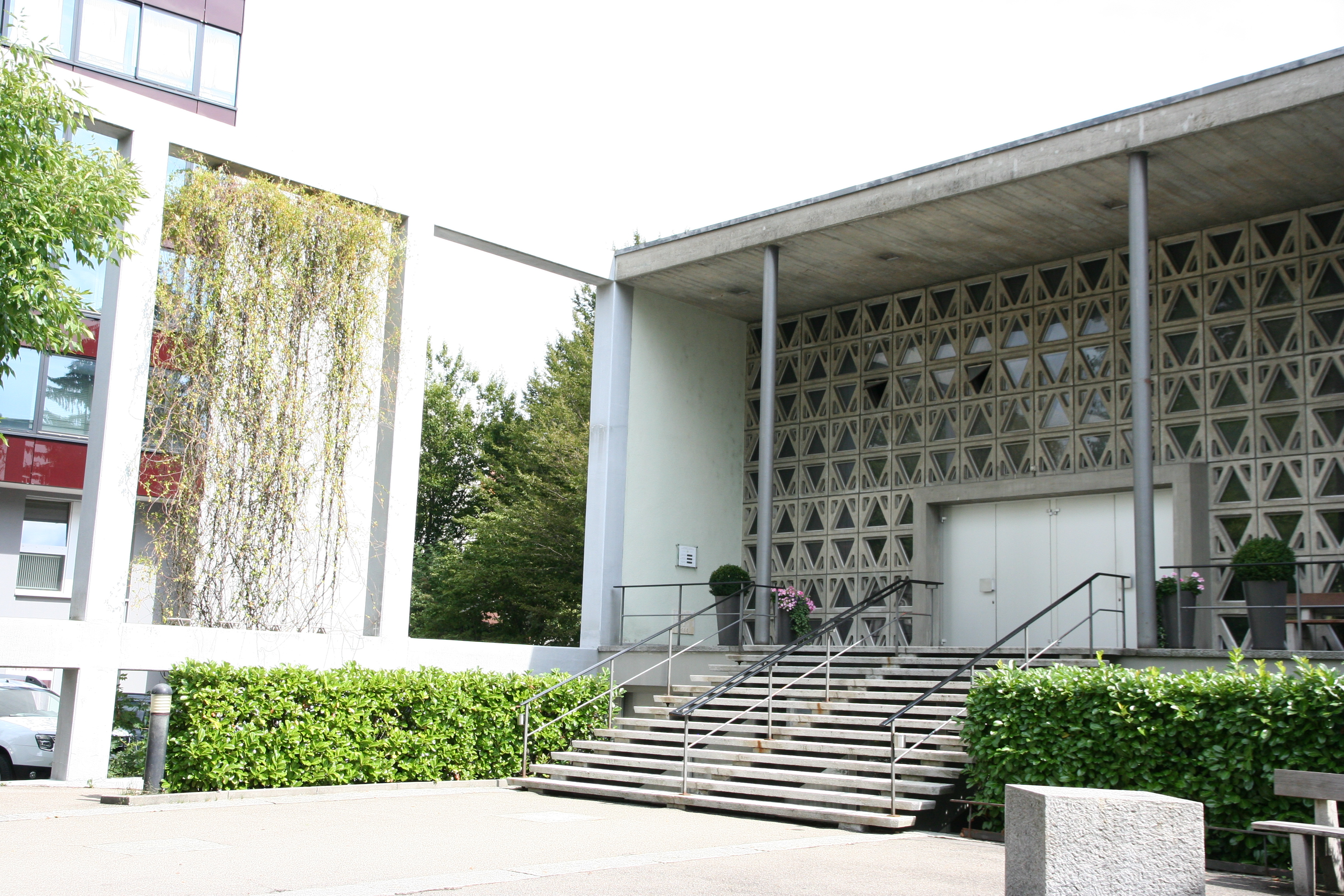
Vorhof

Die Kirche Bruder Klaus an der Alfred-Aebi-Strasse 86 in Biel ist nach St. Maria und vor Christ-König die zweite der drei römisch-katholischen Pfarrkirchen der Stadt. Da sie in Nachbarschaft eines Hochhauses erbaut wurde, gestaltete sie der Architekt Hermann Baur bewusst nicht monumental.

## Geschichte und Pfarreistruktur
Im Jahr 1858 wurde in Biel erstmals seit der Reformation wieder eine katholische Messe gefeiert. 1870 wurde die Kirche St. Maria als erstes katholisches Gotteshaus der Stadt geweiht. Nach dem Abschluss der umfassenden Erweiterung von St. Maria im Jahr 1928 wurde der Bau einer zweiten römisch-katholischen Kirche in Biel vorbereitet, der jedoch durch die Folgen der Weltwirtschaftskrise und den Zweiten Weltkrieg verzögert wurde. 1951 genehmigte die katholische Kirchgemeindeversammlung den Kauf des Baugrunds für die neue Kirche an der Alfred-Aebi-Strasse. 1955 erfolgte ein Architekturwettbewerb unter sechs ausgewählten Architekten, den der Basler Hermann Baur für sich entscheiden konnte. Am 8. März 1956 genehmigte die Kirchgemeindeversammlung den Bau der Kirche nach dessen Plänen. Am 8. September 1957 wurde der Baugrund geweiht, und am 14. Dezember 1958 weihte der Bischof von Basel, Franziskus von Streng, die Kirche samt Pfarreizentrum zu Ehren des 1947 heiliggesprochenen Niklaus von Flüe.

## Baubeschreibung

### Kirchturm und Äusseres
Die Kirche Bruder Klaus befindet sich an der Alfred-Aebi-Strasse 86 im Quartier Madretsch, östlich des Bahnhofs Biel. Wegen des nahe gelegenen Hochhauses verzichtete Architekt Hermann Baur auf ein markantes Äusseres, sodass das Gotteshaus keinen eigentlichen Kirchturm besitzt, sondern lediglich einen niederen Glockenträger, der auf der Westseite des Gebäudes angebracht ist. Von der Alfred-Aebi-Strasse her ist statt einer monumentalen Schaufassade lediglich eine Betonskelettkonstruktion zu sehen, die den quadratischen Vorhof des Kirchenbaus umfängt. Über eine Treppe aus Granit gelangt der Besucher zu einer erhöhten Loggia und von dort in die Kirche hinein.
Erst 15 Jahre nach der Einweihung der Kirche wurde das fünfstimmige Geläut in den Glockenträger aufgezogen. Gegossen wurden die Bronzeglocken am 9. November 1972 durch die Firma H. Rüetschi, Aarau. Die Glocken läuteten erstmals an Weihnachten 1972.

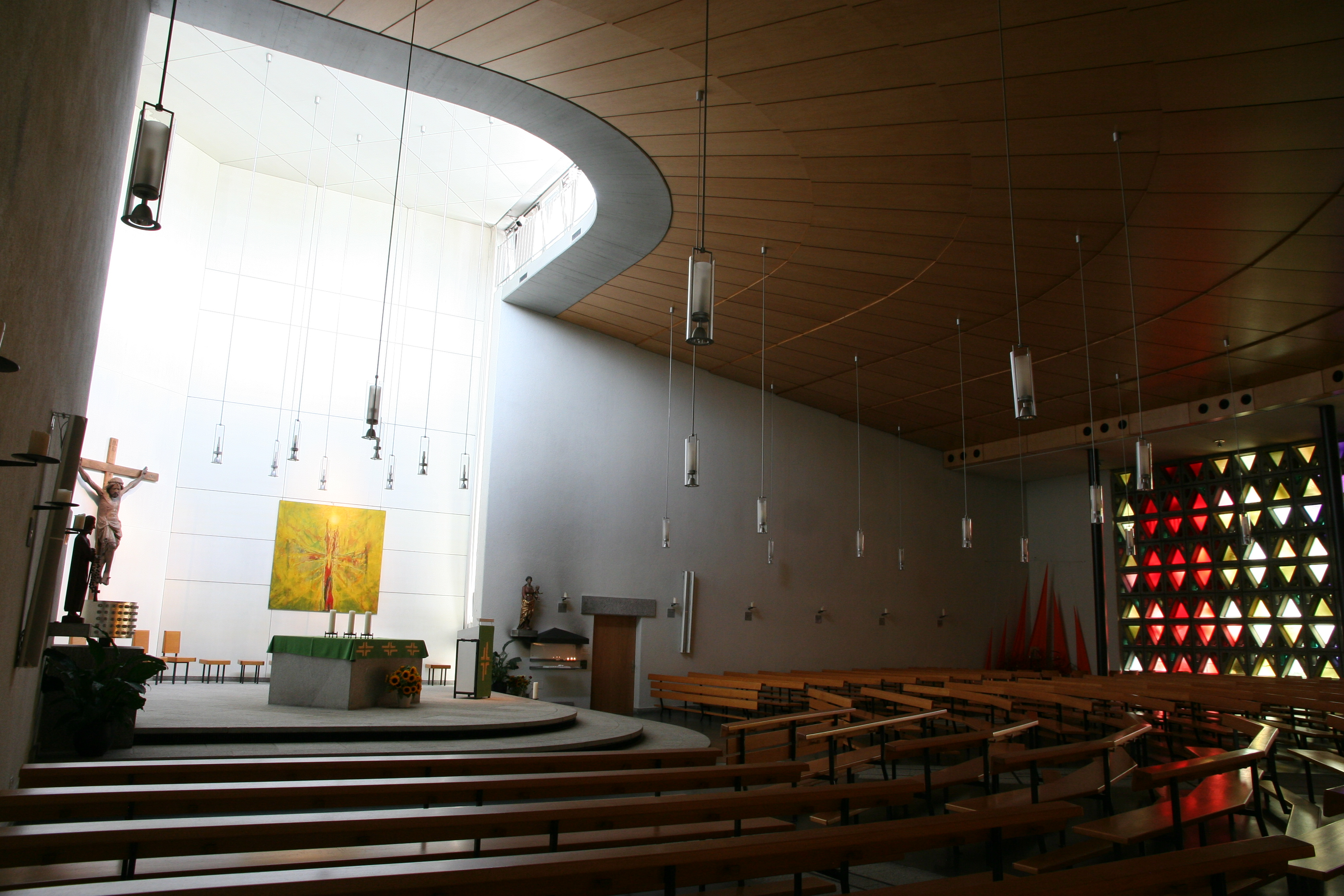
Innenansicht

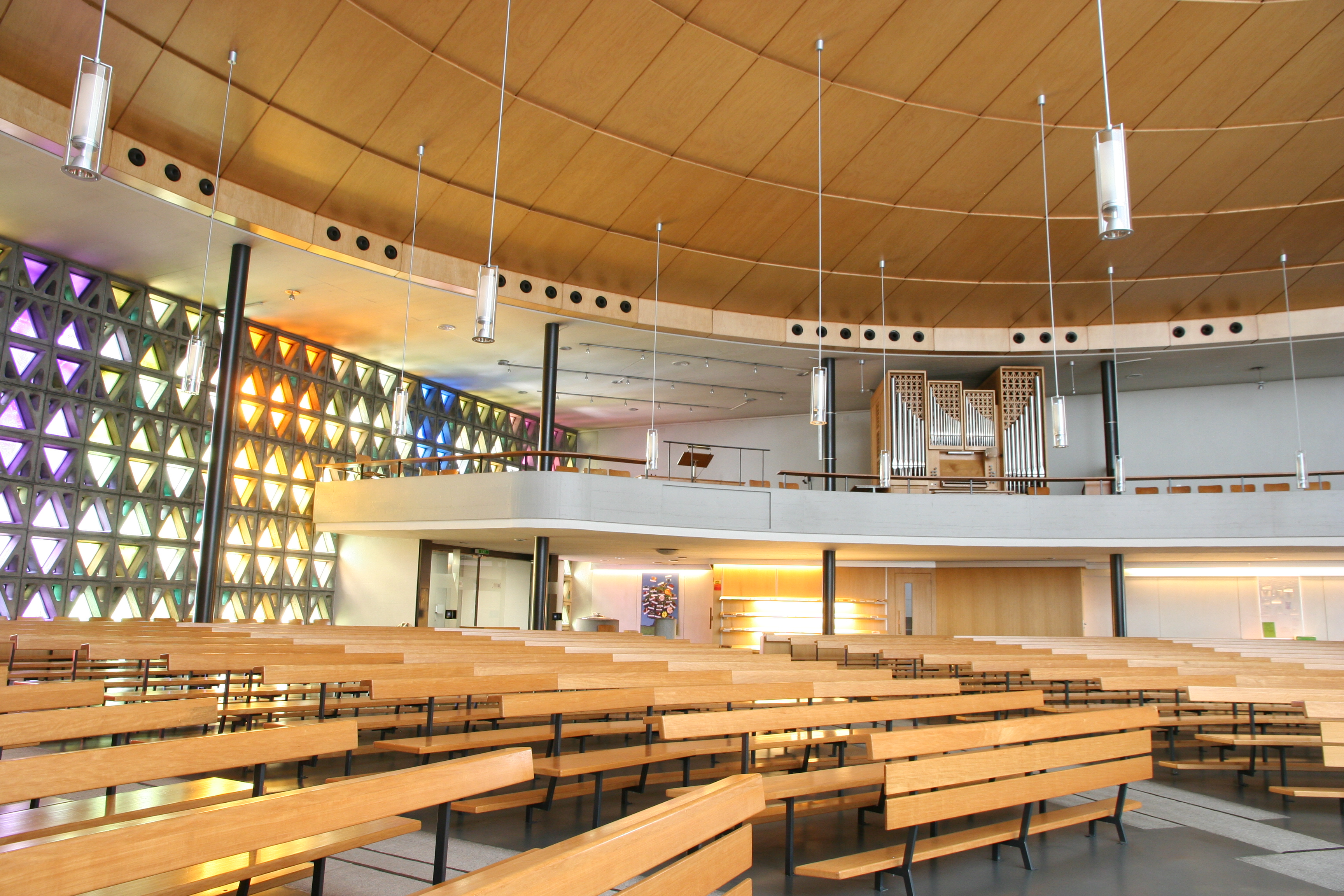
Blick zur Orgelempore

| Nummer | Gewicht | Ton  | Widmung            | Inschrift |
| ------ | ------- | ---- | ------------------ | --- |
| 1      | 885 kg  | f'   | Dreifaltigkeit     | Benedicta sit sancta trinitas atque indivisa unitas. = Gepriesen sei die Hl. Dreifaltigkeit und ihre ungeteilte Einheit. (Gregorianischer Antiphon)                         |
| 2      | 615 kg  | as'  | Jesus Christus     | Qui manducat carnem meam et bibit sanguinem meum, in me manet et ego in illo. = Wer mein Fleisch isset und trinket mein Blut, der bleibt in mir und ich in ihm. (Joh 6, 56) |
| 3      | 413 kg  | b'   | Gottesmutter Maria | Ave Maria. Gratia plena. Dominus tecum. Benedicta tu in mulieribus. = Gegrüsset seist du Maria voll der Gnade. Der Herr ist mit dir. Du bist gebenedeit unter den Frauen.   |
| 4      | 321 kg  | c’’  | Bruder Klaus       | Fried ist allweg in Gott, denn Gott ist der Fried. Bruder Klaus. |
| 5      | 176 kg  | es’’ | Schutzengel        | Angeli eorum in caelis semper vident faciem patris mei, qui in caelis est. = Ihre Engel im Himmel sehen allezeit das Angesicht meines Vaters im Himmel (Matth 18, 10).      |

### Innenraum und künstlerische Ausstattung
Der nahezu quadratische Kirchenraum ist nicht als Wegekirche gestaltet, bei der die Gläubigen in einem längsrechteckigen Kirchenschiff auf den Chor ausgerichtet sind. Stattdessen antizipiert die Konzeption der Kirche Bruder Klaus die Neuerungen der Liturgiereform des Zweiten Vatikanischen Konzils, indem die Gläubigen in vier Bankgruppen im Halbkreis um den Altarbezirk Platz nehmen, wodurch der Communio-Gedanke räumlichen Ausdruck findet. Der karg ausgestaltete Innenraum wird durch die raumhohen Betonsprossenfenster bestimmt, in die bunte Glasfenster eingesetzt sind, welche dem Raum sein sakrales Gepräge verleihen. Die Kirche wird durch eine diagonale Ausrichtung auf den Altarraum bestimmt, auf den hin der Boden leicht abfällt und die Decke im Gegenzug ansteigt. Durch ein Oberlicht über dem Volksaltar fällt helles Tageslicht in den Chor, wodurch die Bedeutung des liturgischen Bezirks unterstrichen wird. Seit 1966 ist im Chor ein Kruzifix aus der Mitte des 15. Jahrhunderts aufgehängt. Flankiert wird es von zwei zeitgenössischen Gemälden, die dem ansonsten farblos gehaltenen Chorraum zwei Farbakzente verleihen. Aus Tessiner Granit sind der Altar, der Ambo sowie der Sockel des Tabernakels gehauen. Das Gehäuse des Tabernakels hebt sich von der liturgischen Ausstattung durch sein golden schimmerndes und mit Glassteinen besetztes Gehäuse ab. An der Chorwand neben dem Tabernakel ist eine Statue des Kirchenpatrons, des hl. Bruder Klaus, angebracht.

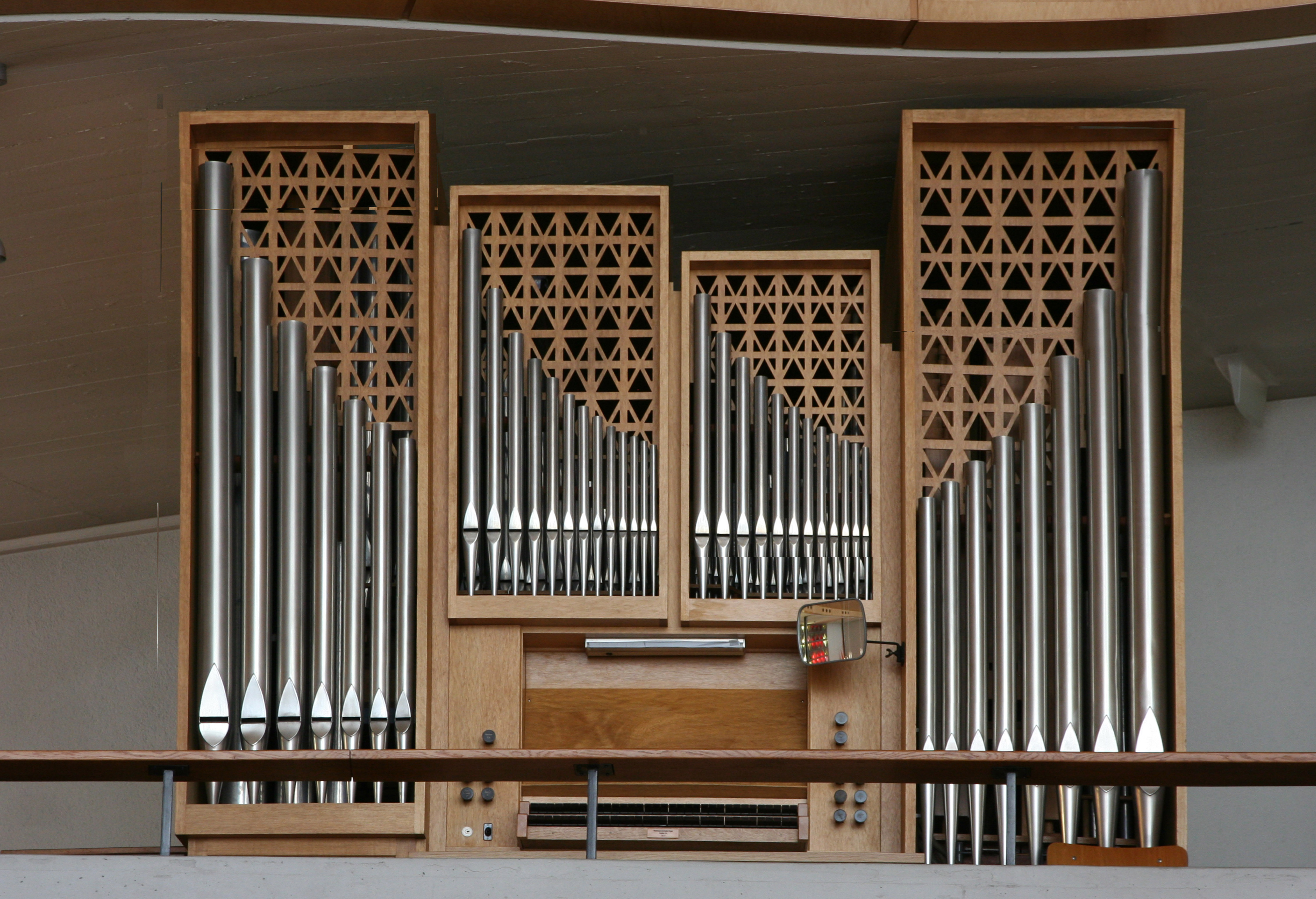
Orgel von 1977

### Orgel
1977 wurde die heutige Orgel durch die Firma Orgelbau Genf AG errichtet. Sie löste ein elektronisches Instrument der Firma Honegger, Zürich, ab. Die Orgel umfasst 17 Register auf zwei Manualen und Pedal. 2015 erfolgte eine Revision durch den Orgelbauer Emmenegger, Nenzlingen.
| Clavier I C–g3 |       |
| Montre         | 8′    |
| Flûte à fuseau | 8′    |
| Préstant       | 4′    |
| Flûte conique  | 4′    |
| Doublette      | 2′    |
| Fourniture     | 1 ⁄3′ |
| Chalumeau      | 8′    |

| Clavier II C–g3  |                  |
| Bourdon          | 8′               |
| Flûte à cheminée | 4′               |
| Spitzflöte       | 4′               |
| Sesquialtera     | 2 ⁄3′ und 1 3⁄5′ |
| Quarte de Nasard | 2′               |
| Cymbale          | 1′               |
| Cromorne         | 8′               |

| Pédale C–f1   |     |
| Soubbasse     | 16′ |
| Flûte ouverte | 8′  |
| Prinzipal     | 8′  |
| Principal     | 4′  |
| Trompette     | 8′  |

- Koppeln: II/I, II/P, I/P